# N442 (België)
De N442 is een gewestweg in België tussen Vijfhuizen (N9/N46) en Overmere (N407/N445).
De weg heeft een lengte van ongeveer 12,5 kilometer. De gehele weg bestaat uit twee rijstroken voor beide rijrichtingen samen.

## Plaatsen langs de N442
- Vijfhuizen
- Lede
- Wichelen
- Uitbergen
- Overmere